# 5-я улица Соколиной Горы
5-я у́лица Соколи́ной Горы́ — улица, которая располагается в Восточном Административном Округе города Москвы, в районе Соколиная Гора между улицей Буракова и улицей Уткина, параллельно 3-й улице Соколиной Горы. Слева примыкает улица Бориса Жигулёнкова.

## Происхождение названия
Своё название улица получила в 1929 году в честь бывшей слободы «Соколиная гора», находившейся там в XVII веке, в которой располагался «потешный» соколиный двор царя Алексея Михайловича.
Со временем образовался ряд улиц с названием «Соколиная гора» с 1-й по 10-ю, но спустя некоторое время 1-ю, 2-ю, 4-ю, 6-ю и 7-ю улицы упразднили.

## Примечательные здания и сооружения
По нечётной стороне:
- № 5 — школа № 429.
- № 19, корпус 2 — библиотека № 267 ВАО.
- № 25 — отделение связи 105275.
- № 25а — ГБУ Жилищник района Соколиная гора, Общественный пункт охраны порядка.

По чётной стороне:
- № 12 — школа № 429, дошкольный корпус.
- № 14а — гинекологическая больница № 5.
- № 14 — школа № 429.
- № 22 — МИРЭА — Российский технологический университет, корпус № 5.

- Дом № 22
- Дома № 22 и № 20, корпус 1

## Общественный транспорт
Автобусы
| 83:  | Перово • Шоссе Энтузиастов • Семёновская                                                                         |
| 680: | Бульвар Рокоссовского • Преображенская площадь • Электрозаводская • Соколиная Гора (→) • Больница Соколиной Горы |

«→» — остановки проходятся только при движении в прямом направлении; «←» — остановки проходятся только при движении в обратном направлении.